# آب أسك
آب أسك (بالا لاریجان) (بالفارسية: آب اسک) هي قرية تقع في إيران في Bala Larijan Rural District. يقدر عدد سكانها بـ 454 نسمة بحسب إحصاء 2016.